# Allied Force Headquarters

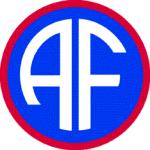
Naszywka naramienna personelu Allied Force Headquarters

Allied Force Headquarters (w skrócie AFHQ, z ang. Naczelne Dowództwo Sił Alianckich) – dowództwo połączonych rodzajów sił zbrojnych, które kontrolowało wszystkie siły bojowe Aliantów w śródziemnomorskim teatrze działań wojennych w czasie II wojny światowej od końca 1942 r. do zakończenia wojny w Europie w maju 1945 r.
AFHQ zostało sformowane w Wielkiej Brytanii w sierpniu 1942 r. pod komendą gen. Dwighta Eisenhowera w celu objęcia dowództwa nad siłami zaangażowanymi w operację Torch, aliancką inwazję na Afrykę Północną. Eisenhower otrzymał wówczas tytuł Naczelnego Dowódcy Alianckich Sił Ekspedycyjnych. Jednak wkrótce po utworzeniu dowództwa, słowo „Ekspedycyjnych” zostało usunięte z jego tytułu ze względów bezpieczeństwa (niemiecki wywiad mógł się wtedy domyślić, że alianci planują inwazję). Eisenhower został w ten sposób Naczelnym Dowódcą Sił Alianckich.
Pod koniec 1942 r. zaistniała potrzeba ujednolicenia dowodzenia nad siłami Sprzymierzonych w Afryce Północnej, ponieważ wojska amerykańsko-brytyjskie nadciągające z zachodu pod dowództwem gen. Kennetha Arthura Noela Andersona, które wylądowały w Algierii podczas operacji Torch w listopadzie, oraz siły maszerujące z Libii i Egiptu, brytyjska 8 Armia dowodzona przez gen. Bernarda Montgomery' ego po zwycięskiej II bitwie pod El Alamein, były teraz wystarczająco blisko siebie, aby potrzebować wzajemnej koordynacji działań. Dlatego w lutym 1943 r. AFHQ przejęła kontrolę także nad 8. Armią zbliżającą się ze wschodu.
Eisenhower pozostawał dowódcą AFHQ do stycznia 1944 r., nadzorując lądowanie aliantów na Sycylii (pod kryptonimem operacja Husky), która rozpoczęła się 10 lipca 1943 r. oraz inwazję na Włochy kontynentalne (o kryptonimach operacja Baytown i operacja Avalanche) 3 września 1943 r. Eisenhower wrócił do Wielkiej Brytanii w grudniu 1943 r., aby objąć dowództwo nad siłami alianckimi gromadzącymi się przed rozpoczęciem operacji Overlord, alianckiej inwazji na Normandię, zaplanowanej pierwotnie na wiosnę 1944 r. Jego następcą został generał Henry Maitland Wilson. Tytuł Wilsona został zmieniony na Naczelnego Dowódcę Śródziemnomorskiego Teatru Działań Wojennych.
Wilson był dowódcą przez niecały rok, dopóki nie został wysłany do Waszyngtonu w grudniu 1944 r., aby zastąpić tam marsz. Johna Dilla z brytyjskiej misji wojskowej, który zmarł niespodziewanie. Następcą Wilsona został feldmarsz. Harold Alexander, który był Najwyższym Dowódcą Sił Alianckich do końca wojny. Po kapitulacji sił niemieckich we Włoszech 2 maja 1945 r. AFHQ stało się małym, delegowanym personelem odpowiedzialnym za połączone działania likwidacji starych struktur dowodzenia i kierowanym przez gen. Williama Duthie Morgana jako Najwyższy Dowódca Aliantów Obszaru Śródziemnomorskiego. AFHQ zostało rozwiązane 17 września 1947 r. na mocy Rozkazu Generalnego nr 24 z 16 września 1947 r.